# Свистунов, Анатолий Иванович
Анатолий Иванович Свистунов (1920—1946) — капитан Советской Армии, участник Великой Отечественной войны, Герой Советского Союза (1945).

## Биография
Анатолий Свистунов родился 1 февраля 1920 года в селе Плахино (ныне — Захаровский район Рязанской области). После окончания семи классов школы работал в колхозе, позднее уехал в Москву, учился в школе фабрично-заводского ученичества, работал на заводе, занимался в аэроклубе. В декабре 1940 года Свистунов был призван на службу в Рабоче-крестьянскую Красную Армию. В 1941 году он окончил Борисоглебскую военную авиационную школу пилотов. С мая 1942 года — на фронтах Великой Отечественной войны. В августе 1942 года был сбит, но сумел вернуться в свою часть.

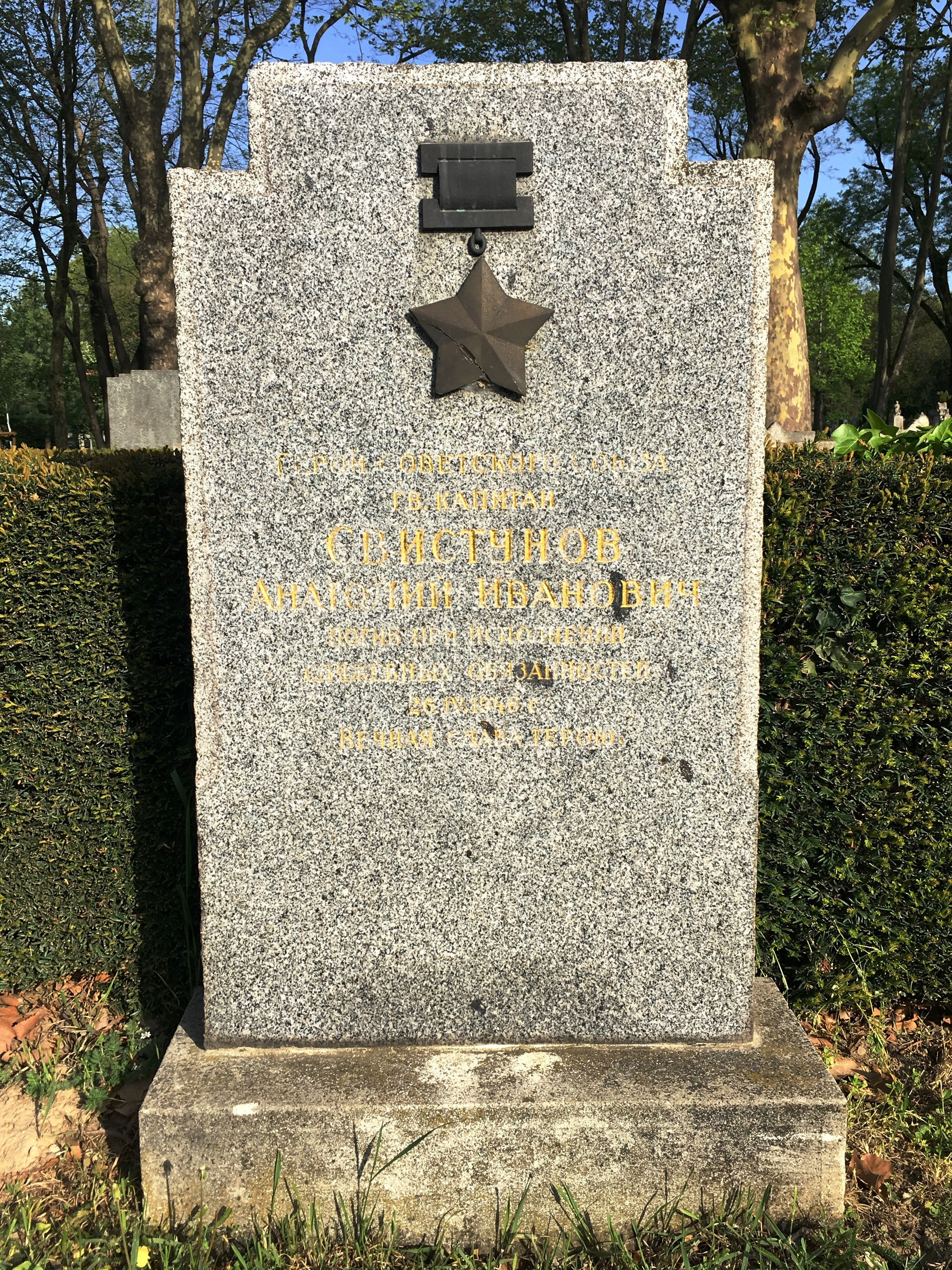
Могила А. И. Свистунова на центральном кладбище Вены

К концу войны гвардии капитан Анатолий Свистунов командовал эскадрильей 213-го гвардейского истребительного авиаполка 22-й гвардейской истребительной авиадивизии 6-го гвардейского истребительного авиакорпуса 2-й воздушной армии 1-го Украинского фронта. К тому времени он совершил 274 боевых вылета, принял участие в 65 воздушных боях, сбив 14 вражеских самолётов лично и ещё 21 — в составе группы.
Указом Президиума Верховного Совета СССР от 27 июня 1945 года за «мужество и героизм, проявленные в воздушных боях, сбитые 14 лично и 21 в группе самолеты противника» гвардии капитан Анатолий Свистунов был удостоен высокого звания Героя Советского Союза с вручением ордена Ленина и медали «Золотая Звезда» за номером 6586.
Участвовал в Параде Победы. Трагически погиб в авиакатастрофе 26 апреля 1946 года: его самолет столкнулся с самолётом гвардии майора Ф. А. Рыбакова. Похоронен в советском секторе центрального кладбища Вены.
Был также награждён двумя орденами Красного Знамени, орденами Отечественной войны 1-й степени и Красной Звезды, рядом медалей.
В честь Свистунова названа школа в его родном селе.